# 오스트레일리아 식물명 색인
오스트레일리아 식물명 색인(Australian Plant Name Index, APNI)는 오스트레일리아의 관다발 식물의 모든 공개 이름에 대한 온라인 데이터베이스이다. 여기에는 현재 이름, 동의어 또는 유효하지 않은 이름 등 모든 이름이 포함된다. 여기에는 서지 및 유형 세부 정보, 주별 배포를 포함한 오스트레일리아의 식물 개체 수 조사 정보, 표본 수집 지도 및 식물 사진과 같은 기타 리소스에 대한 링크, 기타 측면에 대한 메모 및 의견을 위한 시설이 포함되어 있다.

## 역사
원래 낸시 타이슨 버비지(Nancy Tyson Burbidge)의 아이디어로 시작된 이 책은 3,055페이지로 구성되고 60,000개 이상의 식물 이름이 포함된 4권의 인쇄 작품으로 시작되었다. 아서 채프먼(Arthur Chapman)이 편집한 이 보고서는 오스트레일리아 생물자원 연구(ABRS)의 일부였다. 1991년에 온라인 데이터베이스로 제공되어 오스트레일리아 국립식물원(Australian National Botanic Gardens)에 넘겨졌다. 2년 후, 새로 설립된 식물 생물 다양성 연구 센터에 유지 관리 책임이 주어졌다.

## 같이 보기
- 국제 식물명 색인